# Odd Børre
Odd Børre Sørensen (Harstad, 9 augustus 1939 – Bærum, 28 januari 2023) was een Noorse zanger. Hij deed in 1968 mee aan het Eurovisiesongfestival voor Noorwegen met het liedje "Stress" waarmee hij de gedeelde 13e plaats haalde.

## Selectie
Børre zong in de Melodi Grand Prix, de nationale voorselectie voor het Eurovisiesongfestival van Noorwegen, twee liedjes, "Jeg har aldri vært så glad i no'en som deg" (wat Ik ben nog nooit zo blij geweest met iemand zoals jij betekent) en "Stress". Beide songs werden ook door zangeres Kirsti Sparboe vertolkt. Hoewel het eerste lied de meeste punten kreeg, werd "Stress" de inzending van Noorwegen voor het Eurovisiesongfestival van 1968.

## Overlijden
Børre overleed op 83-jarige leeftijd in Eiksmarka, een wijk in de stad Bærum.
1960: Nora Brockstedt · 
1961: Nora Brockstedt · 
1962: Inger Jacobsen · 
1963: Anita Thallaug · 
1964: Arne Bendiksen · 
1965: Kirsti Sparboe · 
1966: Åse Kleveland · 
1967: Kirsti Sparboe · 
1968: Odd Børre · 
1969: Kirsti Sparboe · 
1971: Hanne Krogh · 
1972: Grethe Kausland & Benny Borg · 
1973: Bendik Singers · 
1974: Anne-Karine Strøm & Bendik Singers · 
1975: Ellen Nikolaysen · 
1976: Anne-Karine Strøm · 
1977: Anita Skorgan · 
1978: Jahn Teigen · 
1979: Anita Skorgan · 
1980: Sverre Kjelsberg & Mattis Hætta · 
1981: Finn Kalvik · 
1982: Jahn Teigen & Anita Skorgan · 
1983: Jahn Teigen · 
1984: Dollie de Luxe · 
1985: Bobbysocks · 
1986: Ketil Stokkan · 
1987: Kate Gulbrandsen · 
1988: Karoline Krüger · 
1989: Britt Synnøve Johansen · 
1990: Ketil Stokkan · 
1991: Just 4 Fun · 
1992: Merethe Trøan · 
1993: Silje Vige · 
1994: Elisabeth Andreassen & Jan Werner Danielsen · 
1995: Secret Garden · 
1996: Elisabeth Andreassen · 
1997: Tor Endresen · 
1998: Lars Fredriksen · 
1999: Stig Van Eijk · 
2000: Charmed · 
2001: Haldor Lægreid · 
2003: Jostein Hasselgård · 
2004: Knut Anders Sørum · 
2005: Wig Wam · 
2006: Christine Guldbrandsen · 
2007: Guri Schanke · 
2008: Maria Haukaas Storeng · 
2009: Alexander Rybak · 
2010: Didrik Solli-Tangen · 
2011: Stella Mwangi · 
2012: Tooji · 
2013: Margaret Berger · 
2014: Carl Espen · 
2015: Mørland & Debrah Scarlett · 
2016: Agnete · 
2017: JOWST feat. Aleksander Walmann · 
2018: Alexander Rybak · 
2019: KEiiNO · 
2021: Tix · 
2022: Subwoolfer · 
2023: Alessandra · 
2024: Gåte ·
2025: Kyle Alessandro
- Bibsys: 8015720
- Gemeinsame Normdatei: 127949901X
- International Standard Name Identifier: 0000 0004 2002 5731
- MusicBrainz: ff4acb37-a8ce-4140-a9d6-1008df94705f
- Virtual International Authority File: 230154456